# Relacions entre Estats Units i São Tomé i Príncipe
Les relacions entre Estats Units i São Tomé i Príncipe són les relacions bilaterals entre São Tomé i Príncipe i els Estats Units. L'ambaixador dels EUA amb base a l'ambaixada a Libreville, Gabon és acreditat a Sao Tome en una base no residencial. L'ambaixador i el personal de l'ambaixada fan visites regulars a les illes. El Departament d'Estat dels Estats Units ha descrit les relacions amb São Tomé i Príncipe com a excel·lents.

## Història de la relació
São Tomé i Príncipe va començar a desenvolupar les relacions exteriors després de la seva independència en 1975. Els Estats Units va ser un dels primers països en acreditar ambaixador per São Tomé i Príncipe. El primer ambaixador saotomenc als Estats Units, resident a la ciutat de Nova York, fou acreditat en 1985. El 1986 el President de São Tomé i Príncipe Manuel Pinto da Costa va visitar els Estats Units i es va trobar amb l'aleshores Vicepresident George H.W. Bush. El govern dels EUA també manté una sèrie de programes d'assistència més petits a São Tomé, administrats a través de d'ONGs o l'ambaixada a Libreville.
El 1992, l'emissora del govern federal dels Estats Units Voice of America i el govern de São Tomé signaren un acord a llarg termini per a l'establiment d'una estació d'emissions a Sao Tome. Des d'allí Voice of America hi retransmet a la major part d'Àfrica.
En 2001 el president Fradique de Menezes acceptà $100,000 d'Environmental Remediation, una petroliera estatunidenca implicada en l'exploració a la costa, però va dir que els diners eren una contribució legítima a la campanya.
L'agost de 2002 la BBC informà que São Tomé i Príncipe havia acceptat albergar una base naval dels Estats Units per protegir els seus interessos petroliers. Les illes estan en una posició estratègica en les de la qual els EUA podria vigilar el moviment dels petroliers i de la Guàrdia plataformes petrolieres Golf de Guinea. Més tard, el 2002, el general Carlton W. Fulford, Jr., subcomandant en cap del Comando Europeu dels Estats Units, visità Sao Tome per dur a terme converses de planificació en matèria de seguretat.
El 16 de juliol de 2003, el govern va ser deposat breument en un intent de cop militar. El Departament d'Estat dels Estats Units va deplorar el cop i va instar als participants a alliberar els funcionaris públics detinguts. Els líders del cop van tornar el poder uns pocs dies més tard, quan el president es va comprometre a restaurar el règim democràtic.
En juliol de 2005 un guardacostes dels Estats Units amb una tripulació de 100 va visitar São Tomé i Príncipe en un exercici de relacions públiques. Carlos Neves, vicepresident de l'Assemblea Nacional va declarar: "Per desgràcia, els estatunidencs estan interessats en São Tomé i Príncipe a causa del petroli, però São Tomé i Príncipe existia abans d'això."
En novembre de 2007 els Estats Units i São Tomé i Príncipe signaren un acord pel Programa Threshold de la Millennium Challenge Corporation per uns 8.66 milions US$, dissenyat per ajudar el país a millorar els seus indicadors de política fiscal mitjançant la racionalització dels processos de registre d'empreses, administració tributària i duanera.

## Ambaixadors dels Estats Units
L'actual ambaixador no resident dels Estats Units a São Tomé i Príncipe és Eric D. Benjaminson.